# Công tước xứ Genova

Huy hiệu Công tước xứ Genoa

Công tước xứ Genoa (tiếng Ý: Duca di Genova) là tước hiệu phụ của Vua xứ Sardinia. Nó được trao lần đầu tiên vào năm 1815 cho Thân vương Carlo Felix, người đã trở thành Vua của Sardinia vào năm 1821.
Sau cái chết của Vua Carlo Felix vào năm 1831, tước hiệu được trao cho Vương tử Ferdinando, con trai thứ 2 của Vua Carlo Alberto I của Sardegna. Tước hiệu này đã biến mất vào năm 1996 sau cái chết của Thân vương Eugenio, chắt của Vua Carlo Alberto.

## Danh sách Công tước xứ Genoa
| Tên                               | Chân dung | Sinh | Hôn phối                                                                                    | Qua đời                                |
| --------------------------------- | --------- | --- | ------------------------------------------------------------------------------------------- | -------------------------------------- |
| Thân vương Carlo Felice 1815–1821 |           | 6 tháng 4 năm 1765 Turin con trai thứ năm của Victor Amadeus III của Sardinia và Maria Antonietta của Tây Ban Nha | Maria Cristina của Napoli và Sicilia 7 tháng 3 năm 1807 Palermo không có hậu duệ            | 27 tháng 4 năm 1831 Turin 66 tuổi      |
| Ferdinando I 1831–1855            |           | 15 tháng 11 năm 1822 Florence con trai thứ hai của Carlo Alberto I của Sardegna và Maria Theresa của Áo           | Vương nữ Elisabeth của Sachsen 22 tháng 4 năm 1850 Dresden có 2 người con                   | 10 tháng 2 năm 1855 Turin ở tuổi 32    |
| Thân vương Tommaso 1855–1931      |           | 6 tháng 2 năm 1854 Palazzo Chiablese, Turin con trai duy nhất của Ferdinando và Vương nữ Elisabeth xứ Sachsen     | Vương nữ Isabella xứ Bayern 14 tháng 4 năm 1883 Cung điện Nymphenburg 6 người con           | 15 tháng 4 năm 1931 Turin 77 tuổi      |
| Thân vương Ferdinando 1931–1963   |           | 21 tháng 4 năm 1884 Turin eldest son of Thân vương Tommaso và Vương nữ Isabella của Bayern                        | Maria Luigia Alliaga Gandolfi 28 tháng 2 năm 1938 Turin không có hậu duệ                    | 24 tháng 6 năm 1963 Bordighera aged 79 |
| Thân vương Filiberto 1963–1990    |           | 10 tháng 3 năm 1895 Turin con trai thứ 2 của Thân vương Tommaso và Vương nữ Isabella của Bayern                   | Thân vương nữ Lydia xứ Arenberg 30 tháng 4 năm 1928 Turin không có hậu duệ                  | 7 tháng 9 năm 1990 Lausanne 95 tuổi    |
| Thân vương Eugenio 1990–1996      |           | 13 tháng 3 năm 1906 Turin con trai thứ 4 của Thân vương Tommaso và Vương nữ Isabella xứ Bayern                    | Vương nữ Lucia của Bourbon-Hai Sicilies 30 tháng 4 năm 1928 Cung điện Nymphenburg 1 con gái | 8 tháng 12 năm 1996 São Paulo 90 tuổi  |